# Gálosi János
Gálosi János, született: Drexler, névváltozat: Gálosy (Soborsin, 1848. november 9. – Kispest, 1908. szeptember 2.) magyar színész, Gálosi Zoltán színész édesapja. 

## Pályafutása
Szülei Drexler György vendéglős, vargamester és Bengay Éva. Tizennyolc éves korában megszökött a szülői háztól, és beállt színésznek. Magas, tiszta tenorhangja a vidék legjobb tenoristái közé emelte. 1883-ban színre vitte Offenbach Gerolsteini nagyhercegnő című operettjét, melyben főszerepet játszott többek között Bácskay Julcsa és Pajor Emília mellett. 1890-ben a Nemzeti Színházhoz szerződött, az akkor még állandó kórusba. 1897-ben betegség következtében munkaképtelen lett, ezért nyugdíjért folyamodott. 1900-ban a Fővárosi Férfi-Dalosegyesület ellenőrévé választották. Drexler családi nevét 1905-ben változtatta hivatalosan is Gálosira. Mint nyugdíjas tag halt meg Kispesten, 60 éves korában.
Első neje Bussay Clarisse (Klára) színésznő (született 1860. augusztus 6-án, Ipolyságon), házasságot kötöttek Egerben, 1881. május 30-án. Második neje Pethes Hilária (Félegyháza, 1852. november 5. – Kispest, 1928. szeptember 18.) színésznő, akivel 1905. március 18-án kötött házasságot Kispesten.